# Psychotria subpunctata
Psychotria subpunctata är en måreväxtart som beskrevs av William Philip Hiern. Psychotria subpunctata ingår i släktet Psychotria och familjen måreväxter. Inga underarter finns listade i Catalogue of Life.